# كاستلفترانو
كاستلفترانو (بالإيطالية: Castelvetrano)‏ هي بلدية في مقاطعة تراباني في صقلية الإيطالية.

## السكان
في سنة 1861 بلغ عدد السكان 18٬621 نسمة، وتطور العدد ليصل في سنة 2011 لـ 31٬824 نسمة.
يظهر هذا المخطط البياني تطور النمو السكاني لـ كاستلفترانو

## أعلام
- سيزار لويس غونزاليس
- جيوفاني باسيغليا
- روبرتو ماوري
- جيوفاني جنتيلي
- سالفاتوري جوليانو